# Oscar Ericson (konstnär)
Oscar Fredrik Ericson, född 1 november 1889 i Västerås, död 6 oktober 1964 i Västerås, var en svensk målare, skulptör, konstskribent och ingenjör.
Han var son till urmakaren Adolf Fredrik Eriksson och Johanna Gustava Gelin och från 1923 gift med Gerda Linnea Gelin.
Ericson arbetade som ingenjör vid Asea i Västerås, vid sidan av arbetet målade och modellerade han för sitt eget nöjes skull. Han visade sina arbeten offentligt först i slutet på 1940-talet, samtidigt beslöt han sig för att bara arbeta med konstnärlig verksamhet. Han medverkade åren 1947-1951 i grupputställningar på Västerås konstgalleri och han medverkade i samlingsutställningar i Randers och med Sveriges allmänna konstförening på Liljevalchs konsthall. Hans bildkonst består av figurartade kompositioner och landskap som skulptör har han arbetat eftet mytologiska motiv och porträtt. Vid sidan av sitt eget skapande skrev han konstartiklar under signaturen E-son i Vestmanlands Läns Tidning. Ericson är representerad  med skulpturstudier i Arkiv för dekorativ konst i Lund samt vid Västerås konstgalleri.